# Yūsuke Kobayashi (futbolista nacido en 1983)
Yūsuke Kobayashi (小林 優希 Kobayashi Yūsuke?, nacido el 16 de octubre de 1983 en Hiroshima) es un exfutbolista japonés. Jugaba de centrocampista y su último club fue el Fagiano Okayama de Japón.

## Trayectoria

### Clubes
| Club            | País  | Año         |
| --------------- | ----- | ----------- |
| NEC Tokin       | Japón | 2006 - 2007 |
| Fagiano Okayama | Japón | 2008 - 2011 |

## Estadística de carrera

### J. League
| Club            | Año   | J. League | J. League | Copa J. League | Copa J. League | Total | Total |
| Club            | Año   | Part.     | Goles     | Part.          | Goles          | Part. | Goles |
| --------------- | ----- | --------- | --------- | -------------- | -------------- | ----- | ----- |
| Fagiano Okayama | 2009  | 43        | 2         | -              | -              | 43    | 2     |
| Fagiano Okayama | 2010  | 27        | 1         | -              | -              | 27    | 1     |
| Fagiano Okayama | 2011  | 19        | 8         | -              | -              | 19    | 8     |
| Total           | Total | 89        | 6         | 0              | 0              | 89    | 6     |